# Abierto de Australia 1976
Lista de los campeones del Abierto de Australia de 1976:

## Individual masculino
Mark Edmondson (AUS) d. John Newcombe (AUS), 6–7, 6–3, 7–6, 6–1

## Individual femenino
Evonne Goolagong Cawley (AUS) d. Renáta Tomanová (República Checa), 6-2, 6-2

## Dobles masculino
John Newcombe/Tony Roche (AUS)

## Dobles femenino
Evonne Goolagong Cawley (AUS)/Helen Gourlay Cawley (AUS)
| Predecesor: 1975                           | Abierto de Australia 1976 | Sucesor: 1977                         |
| Predecesor: Abierto de Estados Unidos 1975 | Grand Slam 1976           | Sucesor: Torneo de Roland Garros 1976 |

- Datos: Q781718